# Asiaboy禁藥王 & Lizi栗子
- 關於更多名為敬堯的人名，請見「敬堯」。
- 關於香港男演員及主持吳偉豪，請見「吳偉豪」。

Asiaboy禁藥王 & Lizi栗子為台灣饒舌團體、藝人組合，由Asiaboy禁藥王和Lizi栗子兩位饒舌歌手所組成。2019年以單曲〈PIMP〉出道。後為知名製作人陳星翰簽入旗下公司奇洱文創。於2021年底發行團體首張專輯《鋯石》。

## 成員介紹
Asiaboy 禁藥王（英文名：Asiaboy，2000年4月9日生），本名王敬堯，牡羊座，臺灣男歌手、饒舌歌手與網紅，出生於台北市。14歲開始接觸嘻哈饒舌文化，2016年開始在YouTube平台發布個人作品。
Lizi 栗子（英文名：Lizi，1997年1月30日生），本名吳偉豪，臺灣男歌手、饒舌歌手與網紅，出生於新北市，臺灣緬甸混血兒。
年少時曾進入少年觀護所，2017年開始接觸嘻哈文化，開始以Freestyle著手進行Battle比賽。曾獲《2017 Diss RBL》勝選、《地下八英里》8強成績。2018年因工作結識團員Asiaboy 禁藥王，並開始以Mumble Rap風格創作。

## 經歷
Asiaboy禁藥王 & Lizi栗子成立於2018年，團員由Asiaboy禁藥王以及Lizi栗子組成，為臺灣饒舌雙人組合。2019年5月發布單曲〈藥王回來到〉，2019年6月發布單曲〈PIMP〉，2019年10月和饒舌歌手SOWUT發布合作單曲〈拖鞋〉。2020年曾與孫安佐同台參加健美比賽，引起媒體報導。禁藥王於2020年9月受周湯豪之邀，參與「華興音樂計畫」之〈HAHA〉單曲創作。Lizi栗子於2021年初站上KKBOX風雲榜舞台演出。兩人於2021年發表與馬來西亞歌手黃明志合作之〈Hello Hater〉。曾以嘉賓身份參演過《國光幫幫忙》、《綜藝大熱門》、《小明星大跟班》等綜藝節目。
2021年年初禁藥王因病宣布暫時停工，2021年中休養後重返演藝生活。並發表團體首張專輯《鋯石》。
2022年5月，二人與知名DJ/音樂人羅百吉合作，發表自專輯發行後首支單曲〈FIRE 2022〉。
2022年10月
發布單曲〈MONA 屁股動〉，歌曲發布前幾日，兩人突刪除社群軟體「Instagram」上所有文章並換上全黑頭貼，更在限時動態中發布「R.I.P」訊息，不少粉絲以為兩人出事。公布歌曲預告後，才發現此一舉動為歌曲行銷的一部份。
2023年6月Asiaboy禁藥王 & Lizi栗子與Within Destruction金屬嘻哈跨國合作，MV導演找來具編劇和戲劇執導經驗、拍攝過致敬《少年吔，安啦！》電影的MV，以及潮州土狗歌曲MV的鄔鶴宏，而為了展現臺灣地方特色，鄔鶴宏將拍攝地點選在臺北深具地方特色的萬華華西街，並且蒐羅艋舺青山宮、鱉蛇專賣店、佛具店和檳榔攤等場景，特別在鱉蛇專賣店部分真的可以看到Within Destruction團員與蛇真實「互動」的畫面。對於這次的MV，導演鄔鶴宏也特別提到，現場其實更動了許多原本預計要拍攝的MV內容，避開許多有可能被黃標的元素，盡可能呈現幫派文化等議題性十足的畫面。
2023年8月 發布專輯《大逆不道》。
2024年7月 宣布與奇洱文創解除合作關係，並宣布組合成員單飛不解散。

## 音樂作品

### 正規專輯
| #   | 專輯資料                                                   | 曲目 |
| 1st | 《鋯石》 - 發行日期：2021年12月30日 - 唱片公司：奇洱文創   | 1. 早上起床 2. 在打在 3. 積極太陽 (feat. 反骨男孩) 4. 婊子雷達 (Lizi Solo) 5. Everybody Fake (feat. 婁峻碩) 6. Life Is A Bitch 7. 都關掉 (feat. 蛋頭BG8LOCC) 8. 資本主義 9. 天轟回來到                                                                                 |
| 2nd | 《大逆不道》 - 發行日期：2023年8月8日 - 唱片公司：奇洱文創 | 1. 大家好 2. 因為我還年輕 3. Started from the Bottom (Lizi Solo) 4. Terry (Asiaboy Solo) 5. 面子派對 (Lizi Solo) 6. 不能想太多 (Lizi Solo) 7. 直衝地獄(feat. Within Destruction) 8. 淚(feat. 陳忻玥) 9. 顏值少年 10. 謝謝幫我捲 (Asiaboy Solo) 11. 一封信 12. 大家掰掰 |

### EP
| #   | 專輯資料                                                                    | 曲目                                                                              |
| 1st | 《藥王回來到 "Asia" Is Back》 - 發行日期：2020年4月2日 - 唱片公司：奇洱文創 | 1. "Asia" Is Back 藥王回來到 (Aisaboy Solo) 2. PIMP 3. Fuerdai 拖鞋 (feat. SOWUT) |
| 2nd | 《不然你唱啊》 - 發行日期：2021年1月19日 - 唱片公司：奇洱文創               | 1. 都關掉 Metal Live Session 2. PIMP Metal Live Session                           |

### 合作作品
- 2020/09/28〈等一下〉ZENBØ、Barry Chen、ANBA[29]
- 2020/09/20〈HAHA〉周湯豪、婁峻碩、SOWUT、蛋頭BG8LOCC[30]
- 2020/09/28〈國王〉莫宰羊、Gambler[31]
- 2021/09/17〈Hello Hater〉黃明志[32]
- 2021/09/24〈芋頭別來亂〉曾博恩[33]
- 2021/11/16〈現主時〉潮州土狗
- 2021/12/30〈天轟回來到〉直播主天峰  （天峰本人暴怒嚴詞否認合作，要求禁藥王道歉或分潤遭網友笑死）
- 2022/05/04〈FIRE 2022〉羅百吉
- 2023/06/02〈Vengeance//直衝地獄〉Within Destrution

## 外部連結
- Asiaboy禁藥王 & Lizi栗子的Facebook專頁
- Asiaboy禁藥王 & Lizi栗子的Instagram帳戶
- YouTube上的Asiaboy 禁藥王 & Lizi 栗子 頻道